# Superliga e Futbollit të Kosovës 2024-2025
La Superliga e Futbollit të Kosovës 2024-2025, anche nota come ALBI MALL Superliga 2024-2025 per motivi di sponsorizzazione, è stata la 26ª edizione del massimo campionato di calcio kosovaro, con inizio il 10 agosto 2024 e terminata il 31 maggio 2025.
Il Ballkani era la squadra campione in carica. Il Drita si è laureato campione per la 5°volta nella propria storia.

## Stagione

### Novità
Al termine della stagione precedente sono stati retrocessi Liria e Fushë Kosova, ultime due classificate del campionato. Al loro posto, dalla Liga e Parë sono state promosse Suhareka e Ferizaj, vincenti dei rispettivi gironi.

### Regolamento
Le 10 squadre partecipanti giocano un doppio girone all'italiana con partite di andata e ritorno due volte, per un totale di 36 giornate. Al termine del campionato, la prima classificata è campione del Kosovo e si qualifica per la UEFA Champions League 2025-2026, mentre seconda e terza classificata si qualificano per la UEFA Conference League 2025-2026.
Le ultime due vengono retrocesse direttamente in Liga e Parë, mentre la terzultima gioca uno spareggio promozione-retrocessione con una squadra di Liga e Parë per la permanenza in massima serie.

## Squadre partecipanti
| Club       | Città     | Stagione precedente   |
| ---------- | --------- | --------------------- |
| Ballkani   | Suva Reka | Campione del Kosovo   |
| Drita      | Gjilan    | 3° in Superliga       |
| Dukagjini  | Klina     | 7° in Superliga       |
| Ferizaj    | Ferizaj   | 1° in Liga e Parë - B |
| Feronikeli | Drenas    | 8° in Superliga       |
| Gjilani    | Gjilan    | 6° in Superliga       |
| Llapi      | Podujevë  | 2° in Superliga       |
| Malisheva  | Malishevë | 4° in Superliga       |
| Prishtina  | Pristina  | 5° in Superliga       |
| Suhareka   | Suhareka  | 1° in Liga e Parë - A |

## Classifica finale
|                   | Pos. | Squadra    | Pt | G  | V  | N  | P  | GF | GS | DR  |
| ----------------- | ---- | ---------- | -- | -- | -- | -- | -- | -- | -- | --- |
| Kosovo (bandiera) | 1.   | Drita      | 74 | 36 | 22 | 8  | 6  | 59 | 26 | +33 |
|                   | 2.   | Ballkani   | 62 | 36 | 17 | 11 | 8  | 61 | 39 | +22 |
|                   | 3.   | Malisheva  | 53 | 36 | 14 | 11 | 11 | 44 | 39 | +5  |
|                   | 4.   | Gjilani    | 51 | 36 | 13 | 12 | 11 | 48 | 47 | +1  |
|                   | 5.   | Ferizaj    | 50 | 36 | 14 | 8  | 14 | 42 | 47 | -5  |
|                   | 6.   | Prishtina  | 48 | 36 | 11 | 15 | 10 | 44 | 39 | +5  |
|                   | 7.   | Dukagjini  | 48 | 36 | 13 | 9  | 14 | 35 | 45 | -10 |
|                   | 8.   | Llapi      | 47 | 36 | 12 | 11 | 13 | 42 | 41 | +1  |
|                   | 9.   | Suhareka   | 43 | 36 | 12 | 7  | 17 | 49 | 62 | -13 |
|                   | 10.  | Feronikeli | 15 | 36 | 3  | 6  | 27 | 24 | 64 | -40 |

      Campione del Kosovo e ammessa alla UEFA Champions League 2025-2026
      Ammesso alla UEFA Europa League 2025-2026
      Ammesso alla UEFA Conference League 2025-2026
  Ammessa allo Spareggio promozione/retrocessione.
      Retrocesse in Liga e Parë 2025-2026.

## Spareggio promozione-retrocessione
|           | Risultati       |       | Luogo e data             |
| --------- | --------------- | ----- | ------------------------ |
| Vushtrria | 0 - 0 1 - 4 rig | Llapi | Pristina, 31 maggio 2025 |
|           |                 |       |                          |